# Scarus persicus
Scarus persicus е вид бодлоперка от семейство Scaridae. Видът не е застрашен от изчезване.

## Разпространение и местообитание
Разпространен е в Бахрейн, Катар, Кувейт, Обединени арабски емирства, Оман и Саудитска Арабия.
Обитава крайбрежията на океани, морета, заливи и рифове.

## Описание
На дължина достигат до 50 cm, а теглото им е максимум 1500 g.